# Zunea Săpunaru
Zunea Săpunaru (de asemenea Zunda; în rusă Зуня Сэпунару; n. 28 februarie/13 martie 1910, gubernia Basarabia, Imperiul Rus – d. 3 august 1996, Israel) a fost un evreu basarabean, critic literar, jurnalist și traducător sovietic moldovean.

## Biografie
S-a născut în satul Răspopeni (acum în raionul Șoldănești, Republica Moldova) din ținutul Orhei, gubernia Basarabia (Imperiului Rus). A absolvit liceul „Ion Creangă” din Bălți și Facultatea de Drept a Universității din Iași (1934), unde în 1930 s-a transferat de la Facultatea de Medicină și Farmacie. În timpul celui de-al doilea război mondial a fost deportat în ghetou în Transnistria. Începând cu 1945 a lucrat la ziarele în „limba moldovenească” din Chișinău. A tradus literatura rusă clasică și modernă în „limba moldovenească”, a publicat mai multe colecții de articole critice literar despre literatura moldovenească modernă.  În 1949 a compilat „Antologia literaturii sovietice moldovenești: Proză”.
Printre traducerile publicate sub formă de carte de autor se numără „Krujiliha”, roman de Vera Panova (1949), „Eroul vremii noastre” de Mihail Lermontov (1949), „Dubrovski” de Aleksandr Pușkin (împreună cu Ramil Portnoi, 1951), „Stanița plutitoare” de Vitali Zakrutkin (1953), „Mumu” de Ivan Turgheniev (1954), „Ce-i de făcut? Din povestirile despre oamenii noi” de Nikolai Cernîșevski (1954), „Lumină în Koordi” de Hans Leberecht (1959), „La steaua care — a răsărit” de Aleksandr Ceakovski (1966), „Imaginea vremii: Carte despre pictorii ruși” de Leonid Volînski (1967), „Clara Zetkin — Oameni de samă” de Hanna Ilberg (1969), „Pirostria” de Mustai Karim (1987).
În 1978 a emigrat în Israel, unde a și murit în 1996.

## Lucrări
- Însemnări critice. Chișinău: Editura de stat a RSSM 1958 и 1961. — 216 pag.
- Articole de critică. Chișinău: Cartea moldovenească, 1959. — 181 pag.[6]
- Литературно-критические статьи. Перевод с молдавского. Chișinău: Cartea moldovenească, 1962. — 224 pag.
- Orizonturi: Studii și articole de critică literară. Chișinău: Cartea moldovenească, 1965. — 307 pag.
- Freamătul vremii: Studii și articole de critică literară. Chișinău: Cartea moldovenească, 1969. — 468 pag.
- Эхо времени: исследования и критические статьи о молдавской литературе („Ecoul timpului: articole de cercetare și critice despre literatura moldovenească”). Chișinău: Cartea moldovenească, 1969. — 467 pag.